# Camp Red Cloud

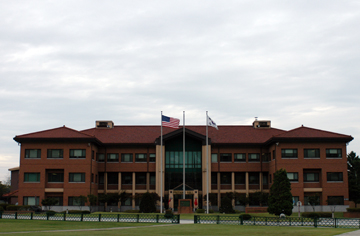
Hauptquartier der 2. US-Infanteriedivision in Camp Red Cloud

Camp Red Cloud ist ein Stützpunkt der US Army in Uijeongbu, nahe der südkoreanischen Hauptstadt Seoul. Das Camp beherbergt das Hauptquartier der 2. US-Infanteriedivision, des zentralen Verbandes der 8. US-Armee und der US Forces Korea.
Der Stützpunkt wurde am 18. Mai 1957 nach Mitchell Red Cloud, Jr., dem die Medal of Honor im Koreakrieg postum verliehen wurde, benannt.

## Stationierte Einheiten
- Hauptquartier der 2. US-Infanteriedivision
  - Division Special Troops Battalion
  - Hospitalpersonal
  - Verwaltungspersonal
  - Rechnungswesen
  - Nachschubwesen
- Hauptquartier des KATUSA-Programms
- 55th MP Company,
- 604 Air Support Operations Squadron detachment

## Geschichte
Im Sommer des Jahres 1998, wurde die Region, in der das Camp Red Cloud liegt, von starken Niederschlägen heimgesucht, welche tödliche Stromschnellen und große Beschädigungen militärischer Einrichtungen verursachten. Obwohl keine Soldaten zu Tode kamen, verloren aber etliche koreanische Zivilisten ihr Leben und der Viehbestand der landwirtschaftlichen Betriebe wurde durch das Unwetter stark dezimiert. Auch wurde ein großer Hügel hinter dem Stützpunkt durch die Fluten stark abgetragen. Ein beträchtlicher Teil des Camps wurde in eine Modderlandschaft verwandelt. Die Schäden bewirkten eine eingeschränkte Einsatzbereitschaft, die erst nach Wochen behoben werden konnten. Neben Unterkünften wurde auch das Museum der 2. US-Infanteriedivision stark beschädigt.
Camp Red Cloud war in seiner Geschichte oft Schauplatz diverser Demonstrationen und antiamerikanischer Proteste, die sich gegen die US-Militärpräsenz in Korea richteten. Der schwerste Zwischenfall ereignete sich im Jahr 2002, als einige Demonstranten Molotowcocktails auf die Stützpunktbegrenzungen warfen und so diverse Löcher in die Zäune brannten. Ursache der Proteste war ein vorangegangener Unfall, bei dem zwei koreanischen Schulmädchens durch US-Militär überfahren worden waren. Nach diesen Vorfällen wurden die Begrenzungen durch Wälle verstärkt.